# Viișoara (Mureș)
Viișoara (Csatófalva en hongrois, Hohndorf en allemand, Huinderf en dialecte saxon) est une commune roumaine du județ de Mureș, dans la région historique de Transylvanie et dans la région de développement du Centre.

## Géographie
La commune de Viișoara est située dans le sud du județ, à la limite avec le județ de Sibiu, dans les collines de Târnava Mică, à 10 km au nord de Dumbrăveni et à 50 km au sud de Târgu Mureș, le chef-lieu du județ.
La municipalité est composée des villages suivants (population en 2002) :trois
- Ormeniș (395) ;
- Sântioana (539) ;
- Viișoara (729), siège de la municipalité.

## Histoire
La première mention écrite du village date de 1367 sous le nom de Hondorf.
La commune de Viișoara a appartenu au royaume de Hongrie, puis à l'empire d'Autriche et à l'Empire austro-hongrois.
En 1876, lors de la réorganisation administrative de la Transylvanie, elle a été rattachée au comitat de Kis-Küküllő (Târnava Mică) dont le chef-lieu était la ville de Târnăveni.
La commune de Viișoara a rejoint la Roumanie en 1920, au traité de Trianon, lors de la désagrégation de l'Autriche-Hongrie. Après le deuxième arbitrage de Vienne, elle a été occupée par la Hongrie de 1940 à 1944. Elle est redevenue roumaine en 1945.

## Politique
| Parti | Parti                                                 | Sièges |
| ----- | ----------------------------------------------------- | ------ |
|       | Parti social-démocrate (PSD)                          | 6      |
|       | Parti national libéral (PNL)                          | 3      |
|       | Union nationale pour le progrès de la Roumanie (UNPR) | 2      |

## Religions
En 2002, la composition religieuse de la commune était la suivante :
- Chrétiens orthodoxes, 90,92 % ;
- Catholiques grecs, 2,28 % ;
- Luthériens, 1,80 % ;
- Pentecôtistes, 1,56 % ;
- Réformés, 1,26 %.

## Démographie
La commune avait au début du XXe siècle une majorité absolue de population d'origine germanique (Saxons de Transylvanie) mais les vicissitudes de l'histoire ont réduit cette communauté à n'être plus qu'anecdotique à l'heure actuelle. De 2 310 personnes en 1941, on est passé à 1 615 en 1956 (déportations consécutives à la Seconde Guerre mondiale), puis à 1 013 personnes en 1977 et enfin à 109 personnes après la révolution de 1989 et l'ouverture des frontières qui a suivi.
En 1910, la commune comptait 1 140 Roumains (34,55 %), 2 012 Allemands et 42 Hongrois (1,27 %).
En 1930, on recensait 1 131 Roumains (31,88 %), 2 140 Allemands (60,32 %), 60 Hongrois (1,69 %) et 204 Tsiganes (5,75 %).
En 2002, 1 151 Roumains (69,21 %) côtoient 47 Hongrois (2,82 %), 39 Allemands (2,34 %) et 424 Tsiganes (25,49 %). On comptait à cette date 544 ménages et 644 logements.
| 1850  | 1880  | 1900  | 1910  | 1930  | 1956  | 1977  | 1992  | 2002  |
| ----- | ----- | ----- | ----- | ----- | ----- | ----- | ----- | ----- |
| 2 780 | 2 747 | 3 117 | 3 300 | 3 548 | 3 546 | 2 574 | 1 636 | 1 663 |

| 2007  | - | - | - | - | - | - | - | - |
| ----- | - | - | - | - | - | - | - | - |
| 1 702 | - | - | - | - | - | - | - | - |

## Économie
L'économie de la commune repose sur l'agriculture et l'élevage.

## Communications

### Routes
Viișoara est située sur la route régionale DJ42 Coroisânmărtin-Dumbrăveni, dans le județ de Sibiu.

## Lieux et monuments
- Viișoara, église luthérienne des XVIe siècle et XVIIe siècle.

- Ormeniș, église réformée du XVe siècle.